# تریپل کراون
تریپل کراون (انگلیسی: Triple Crown) به معنی تاج سه‌گانه، یک تورنمنت بسکتبال باشگاه‌های حرفه‌ای اروپا است که با حضور باشگاه قهرمان لیگ ملی کشور خودتیم قهرمان بالا اروپا در سطح قاره (یورولیگ) که در همان فصل به دست آمده است برگزار می‌شود.